# Хельвейс Саукантс
Хельве́йс Са́укантс (латис. Helvijs Saukants; нар. 14 лютого 2001, Латвія), більш відомий як broky — професійний латиський кіберспортсмен у дисципліні Counter-Strike: Global Offensive та Counter-Strike 2.
Перший і єдиний гравець Counter-Strike з Латвії, що переміг у мейджорі — найбільшому і найвідомішому турнірі у грі. Також є першим кіберспортсменом, номінованим на звання «Спортсмен року Латвії» в категорії «Технічні види спорту».

## Життєпис
Розпочав свою професійну кар'єру в січні 2019 року в команді Epsilon Esports. У вересні того ж року перейшов до команди FaZe Clan, у складі якої здобув перемогу на BLAST Pro Series: Copenhagen 2019, 3—4 місця на Intel Extreme Masters XIV Beijing та 4-те місце на BLAST Pro Series: Global Final 2019.
У 2022 році переміг на IEM Katowice 2022 з рахунком 3:0 проти команди G2 Esports, а згодом ESL Pro League Season 15. За свої досягнення визнаний HLTV найкращим гравцем турніру вперше на IEM Katowice. У тому ж році виграв свій перший великий турнір PGL Major Antwerp 2022 після перемоги над Natus Vincere з рахунком 2:0. Того ж року виграв IEM Cologne 2022 з рахунком 3:2 проти тієї ж команди. Вийшовши у фінал Roobet Cup і Blast Premier: Fall Finals 2022, пізніше отримав нагороду MVP під час участі у Blast Premier: Fall Finals 2022, а також був визнаний 6-м у списку найкращих гравців року.
У 2024 році взяв участь у фіналі турніру PGL Major Copenhagen 2024, вдруге потрапивши на фінальну стадію найпомітнішого турніру з Counter-Strike, але програвши NaVi з рахунком 1:2 , посіла 2-е місце. У тому ж році взяв участь у IEM Chengdu 2024, де зайняв 1-е місце з рахунком 2:0 проти команди Mouz, а також дійшов до фіналу Perfect world Shanghai Major 2024, де поступився гравцям Team Spirit.
З призовим фондом понад 1 000 000 доларів, Саукантс є найуспішнішим кіберспортсменом Латвії в кількості отриманих призових, а також першим, хто перетнув позначку в мільйон виграшу.

## Досягнення
| Місце | Турнір                               | Команда   | Дата              | Виграш     |
| ----- | ------------------------------------ | --------- | ----------------- | ---------- |
| 2     | Perfect World Shanghai Major 2024    | FaZe Clan | 15 грудня 2024    | $170,000   |
| 1     | IEM Chengdu 2024                     | FaZe Clan | 14 квітня 2024    | $100,000   |
| 2     | PGL CS2 Copenhagen Major 2024        | FaZe Clan | 31 березня 2024   | $170,000   |
| 2     | IEM Katowice 2024                    | FaZe Clan | 11 лютого 2024    | $180,000   |
| 2     | BLAST Premier: World Final 2023      | FaZe Clan | 17 грудня 2023    | $250,000   |
| 1     | CS Asia Championships 2023           | FaZe Clan | 12 листопада 2023 | $250,000   |
| 1     | Thunderpick World Championship 2023  | FaZe Clan | 5 листопада 2023  | $250,000   |
| 1     | Intel Extreme Masters Sydney 2023    | FaZe Clan | 22 жовтня 2023    | $100,000   |
| 1     | Intel Grand Slam Season 4            | FaZe Clan | 26 березня 2023   | $1,000,000 |
| 1     | ESL Pro League Season 17             | FaZe Clan | 26 березня 2023   | $200,000   |
| 1     | Intel Extreme Masters XVII — Cologne | FaZe Clan | 17 липня 2022     | $400,000   |
| 1     | PGL Major Antwerp 2022               | FaZe Clan | 22 травня 2022    | $500,000   |
| 1     | ESL Pro League Season 15             | FaZe Clan | 10 квітня 2022    | $190,000   |
| 1     | Intel Extreme Masters XVI – Katowice | FaZe Clan | 27 лютого 2022    | $400,000   |

## Особисті досягнення

### Рейтинги
- «Топ-20 кращих гравців року» за версією порталу HLTV: 20-й (2021)[14], 6-й (2022)[9], 10-й (2023)[15], 8-й (2024)[16].

### MVP
- IEM Katowice 2022
- BLAST Premier: Fall Finals 2022
- IEM Chengdu 2024